# Kirche Rohrdorf

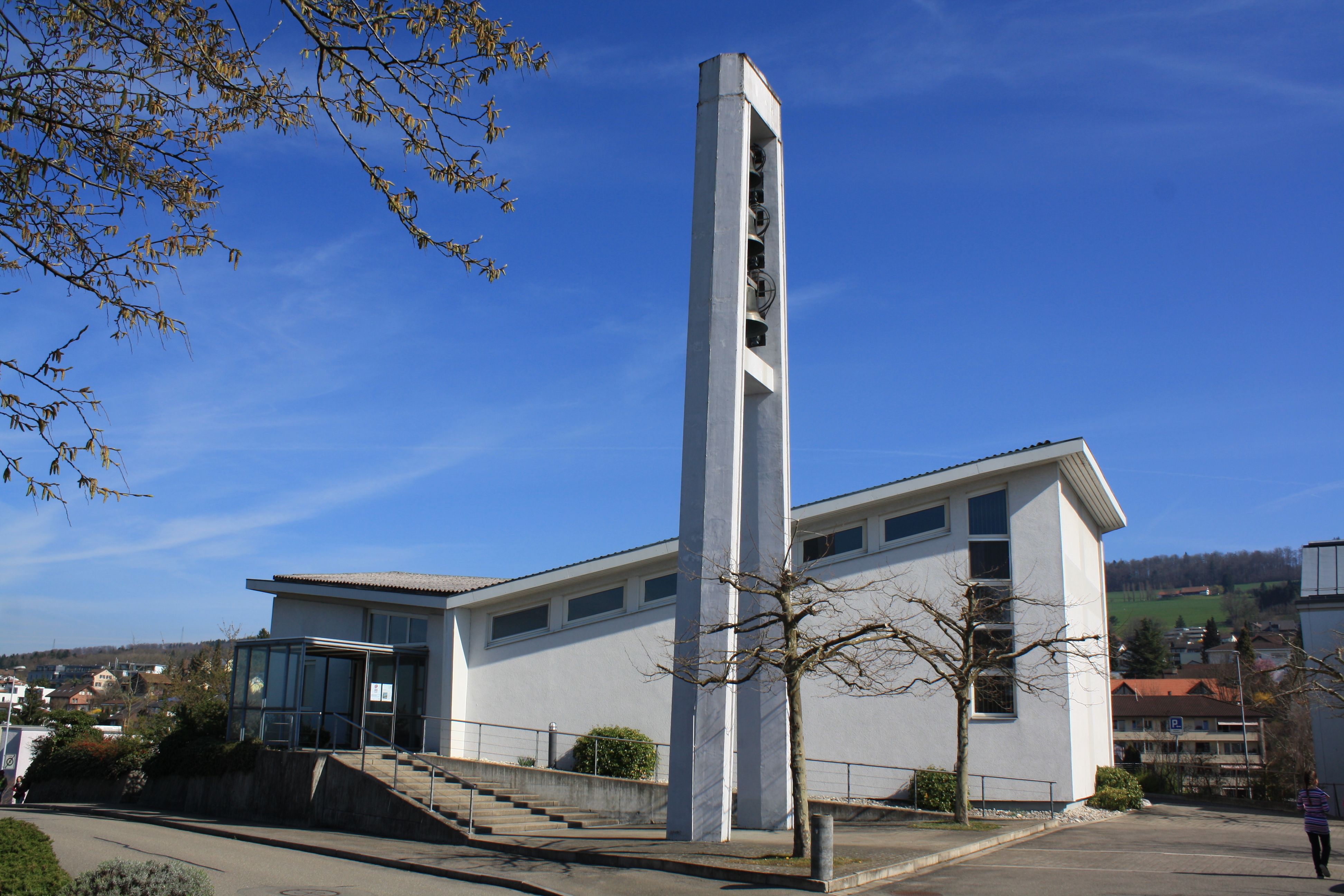
Kirche Rohrdorf

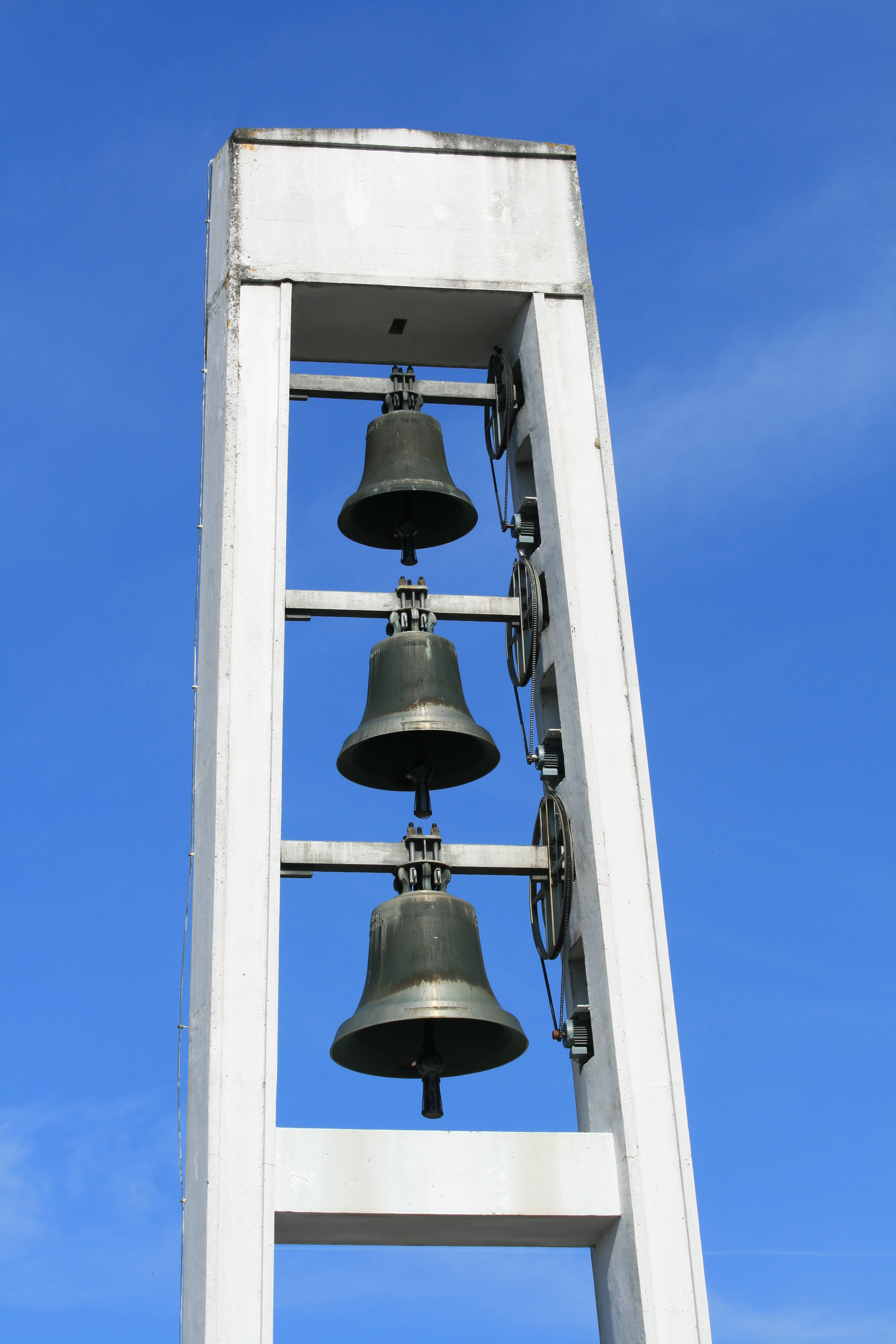
Der Glockenturm

Die Kirche Rohrdorf ist die reformierte Kirche der Teilkirchgemeinde Rohrdorf im Kanton Aargau in der Schweiz. Sie ist eine der drei Kirchen der Kirchgemeinde Mellingen und liegt an der Grenze zwischen Nieder- und Oberrohrdorf auf dem Gemeindebann von Niederrohrdorf. Sie wurde 1964 eingeweiht.

## Bau
Die Kirche hat ein Pultdach und daneben einen freistehenden Glockenturm, in dem drei Glocken offen aufgehängt sind. Der Sakralraum ist mit einer Orgel von Armagni & Mingot aus dem Jahr 1973 ausgestattet, die im Jahre 2012 letztmals revidiert wurde.